# 馬來西亞國民登記局
马来西亚国民登记局（爪夷文：جابتن ڤندفترن نڬارا；马来语：Jabatan Pendaftaran Negara；英语：National Registration Department；简称： JPN ）是马来西亚内政部下属机构之一，主要负责登记每个人的重要资料，例如出生、死亡、领养、结婚和离婚。此外，JPN还负责确定公民身份，并随后向符合条件的人发放大马卡，以作为个人身份证明的文件。
国民登记局是在1948年紧急状态（登记区）条例实施后作为应对安全威胁而成立的。这些规定要求所有年满12岁及以上的马来西亚公民登记并持有身份证。该部门还被赋予了登记所有重要事件的附加权力，包括出生、死亡、收养、结婚、离婚和公民身份登记。
自成立以来，该部门已经多次在吉隆坡和雪兰莪迁移总部。最初，国民登记局的总部坐落在吉隆坡白沙罗路的 苏莱曼建筑物（Bangunan Sulaiman）。1958年，总部迁往八打灵再也联邦大楼（Bangunan Persekutuan Petaling Jaya），以应对越来越多的记录、文件和工作人员。几年后，总部再次迁至雪兰莪州发展机构（Perbadanan Kemajuan Negeri Selangor）。直到2004年12月起，总部才终于在布城落脚，并运营至今。
人物姓名的知名度是父母选择在国民登记局注册孩子名字的一个重要考虑因素。如在2018年，“Tun”和“Mahathir”（时任首相马哈迪·莫哈末）这两个名字出现在国民登记局记录的热门名字中，有4,726人使用“Tun”这个名字，而“Mahathir”则有420人。

## 总部

歷代馬來西亞國民登記局總部
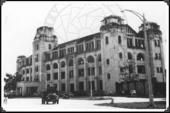
1948年 - 苏莱曼建筑物（Bangunan Sulaiman）
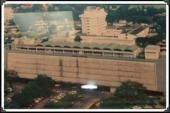
1958年 - 八打灵再也联邦建筑